# Bahnhof Schönhausen (Elbe)
Der Bahnhof Schönhausen (Elbe) ist ein ehemaliger Eisenbahnknoten in Sachsen-Anhalt sowie der einzige verbliebene Personenbahnhof der Gemeinde Schönhausen (Elbe). Er befindet sich an der Bahnstrecke Berlin–Lehrte und durch den Betriebsbahnhof Schönhausen HGV an der Schnellfahrstrecke Hannover–Berlin. Ehemals gingen von Schönhausen auch Bahnstrecken nach Genthin und nach Sandau aus.

## Geschichte
| \| \| \| von Lehrte/Stendal \| \| \| \| Schönhausen (Elbe)/Schönhausen HGV \| \| \| \| ehem. nach Genthin \| \| \| \| ehem. nach Sandau \| \| \| \| ehem. Göhrener Kurve von Sandau \| \| \| \| Göhrener Damm (zuschaltbar) \| \| \| \| Schönhauser Damm \| \| \| \| Schmetzdorf \| \| \| \| nach Berlin \| |  |                                    |                                    |
| Strecke · Strecke |  | von Lehrte/Stendal                 | von Lehrte/Stendal                 |
| Kopfbahnhof Streckenanfang (Strecke außer Betrieb) · Bahnhof · Dienststation / Betriebs- oder Güterbahnhof |  | Schönhausen (Elbe)/Schönhausen HGV | Schönhausen (Elbe)/Schönhausen HGV |
| Abzweig geradeaus und nach rechts (Strecke außer Betrieb) · Strecke · Strecke |  | ehem. nach Genthin                 | ehem. nach Genthin                 |
| Strecke nach links (außer Betrieb) · Kreuzung geradeaus unten (Querstrecke außer Betrieb) · Kreuzung (Querstrecke außer Betrieb) · Abzweig quer und von links (Strecke außer Betrieb) |  | ehem. nach Sandau                  | ehem. nach Sandau                  |
| Abzweig geradeaus und ehemals von links · Kreuzung (Querstrecke außer Betrieb) · Strecke nach rechts (außer Betrieb) |  | ehem. Göhrener Kurve von Sandau    | ehem. Göhrener Kurve von Sandau    |
| ehemalige Blockstelle · Strecke |  | Göhrener Damm (zuschaltbar)        | Göhrener Damm (zuschaltbar)        |
| Dienststation / Betriebs- oder Güterbahnhof · Strecke |  | Schönhauser Damm                   | Schönhauser Damm                   |
| ehemalige Blockstelle · Strecke |  | Schmetzdorf                        | Schmetzdorf                        |
| Strecke · Strecke |  | nach Berlin                        | nach Berlin                        |

Eröffnet wurde der Bahnhof mit Inbetriebnahme des Abschnitts der Lehrter Bahn durch die Magdeburg-Halberstädter Eisenbahngesellschaft (MHE) zwischen Gardelegen und Spandau am 1. Februar 1871. Die MHE ging 1879 in staatlichen Besitz über und wurde 1886 in die Königlich Preußischen Staatseisenbahnen überführt. 1899 eröffnete die Genthiner Kleinbahn AG am 15. Oktober ihre Strecke zwischen Genthin und Schönhausen; sie legte dafür südlich parallel zum Bahnhof der Staatseisenbahnen einen eigenen Bahnhof an, Übergabegleise ermöglichten die Überstellung von Güterwagen. 1903 folgte die ebenfalls von der Genthiner Kleinbahn erbaute Bahnstrecke Schönhausen–Sandau. Die Strecke überquerte östlich des Bahnhofes die Strecke Berlin–Lehrte.
Am 16. Oktober 1917 ereignete sich im Bahnhof der Eisenbahnunfall von Schönhausen, bei welchem ein Sonderzug auf einen Güterzug auffuhr und 26 Menschen starben. Zwischen 1937 und 1945 wurde der Bahnhof „Schönhausen Nord“ genannt, da parallel der Haltepunkt Schönhausen Ost existierte.
Beim Bau der Schnellfahrstrecke Hannover–Berlin wurde 1993 die Verbindung zur Bahnstrecke nach Sandau gekappt, da die Brücke über die beiden Strecken nach Berlin hätte neu gebaut werden müssen und dies im Verhältnis zum geringen Verkehrsaufkommen als zu teuer empfunden wurde. Somit existierte zwischen der Schnellfahrstrecke und der Strecke nach Sandau nie eine Kreuzung.
Zwischen der Schnellfahrstrecke und der Bestandsstrecke gibt es in Schönhausen keine Gleisverbindung, es handelt sich um zwei eigene Betriebsstellen.
Im Jahr 2012 wurde der Bahnhof modernisiert. Die verbliebene Bahnsteigkante wurde erneuert und eine Bushaltestelle mit direktem Übergang zum Bahnsteig sowie Radstellplätze realisiert. Der Bahnsteig ist mit einer Höhe von 38 cm nicht barrierefrei.

## Weitere Bahnstationen der Gemeinde Schönhausen

### Bahnhof Schönhauser Damm
Der Bahnhof Schönhauser Damm (am Stellwerk fälschlicherweise als Schönhauser-Damm beschildert) liegt im Ortsteil Schönhausen-Damm an der nicht elektrifizierten Bahnstrecke Berlin–Lehrte. Über die an der zuschaltbaren Blockstelle Göhrener Damm abzweigende „Göhrener Kurve“ bestand von 1978 bis 1990 Anschluss an die Strecke nach Sandau.
Seit der Auflassung des Reisezughalts 1992 und dem Abbau des Anschlussgleises zur Kiesgrube Schönhauser Damm werden die Gleisanlagen nur noch als Kreuzungsbahnhof sowie als Verladebahnhof für den nahegelegenen Truppenübungsplatz Klietz genutzt.
Das Stellwerk war von 1982 bis 2002 örtlich besetzt. Seitdem übernimmt ein von der Betriebszentrale Berlin ferngesteuertes ESTW der Bauart SIMIS C die Aufgaben. Das alte Stellwerksgebäude wird hierfür weitergenutzt. Im November 2026 soll das ESTW durch das weiterentwickelte System SIMIS D ersetzt werden.
Östlich des Bahnhofs befand sich, noch auf Schönhauser Gebiet, an Streckenkilometer 83,42 die Blockstelle Schmetzdorf. Diese wurde aufgrund der umgebenden dichten und dunklen Bewaldung mit einem Negativflügelsignal ausgestattet.

### Haltepunkt Schönhausen Siedlung
Von 1937 bis 1945 existierte an der Strecke nach Genthin der Haltepunkt Schönhausen Ost, welcher zentral im Ort an der Mittelstraße lag. Im Jahr 1990 wurde auf derselben Fläche der Haltepunkt Schönhausen Siedlung eröffnet, welcher bis zur Einstellung des Bahnverkehrs auf der Strecke nach Genthin 1999 bestand. Das Wartehäuschen sowie Reste des Bahnsteigs waren mit Stand 2022 noch gut zu erkennen.

### Haltepunkt Hohengöhren
Der Haltepunkt Hohengöhren befand sich an der Bahnstrecke Schönhausen–Sandau und wurde bis 1993 genutzt.

## Bedienung
Der Bahnhof Schönhausen (Elbe) wird im Zweistundentakt von Zügen der Linie RB 34 angefahren.
| Linie                    | Linienverlauf                                             | Takt (min) | EVU                    |
| ------------------------ | --------------------------------------------------------- | ---------- | ---------------------- |
| RB 34                    | Stendal – Hämerten – Schönhausen – Großwudicke – Rathenow | 120        | Hanseatische Eisenbahn |
| Stand: 10. Dezember 2023 |                                                           |            |                        |